# Rzeczyca (Tomaszów Mazowiecki)
Pour les articles homonymes, voir Rzeczyca.
Rzeczyca est une localité polonaise, siège de la gmina de Rzeczyca, située dans le powiat de Tomaszów Mazowiecki en voïvodie de Łódź.